# Neckarsulm
Neckarsulm (AFI: /nɛkaʁˈzʊlm/, ) è un comune tedesco di 26 492 abitanti (2018), situato nel land del Baden-Württemberg, vicino alla città di Stoccarda.

Il nome della cittadina deriva da quello dei due fiumi, Neckar e Sulm, che qui si incontrano.
Neckarsulm è nota in tutto il mondo perché sede della NSU Motorenwerke, casa automobilistica e motociclistica tedesca ora facente parte del gruppo Volkswagen, e della catena di discount Lidl. Il suo Deutsches Zweirad- und NSU-Museum venne progettato dall'architetto Heinz Rall.

## Produzione
Inoltre, la cittadina di Neckarsulm è luogo di produzione della maggior parte dei prodotti di marchio Lidl.

## Amministrazione

### Gemellaggi

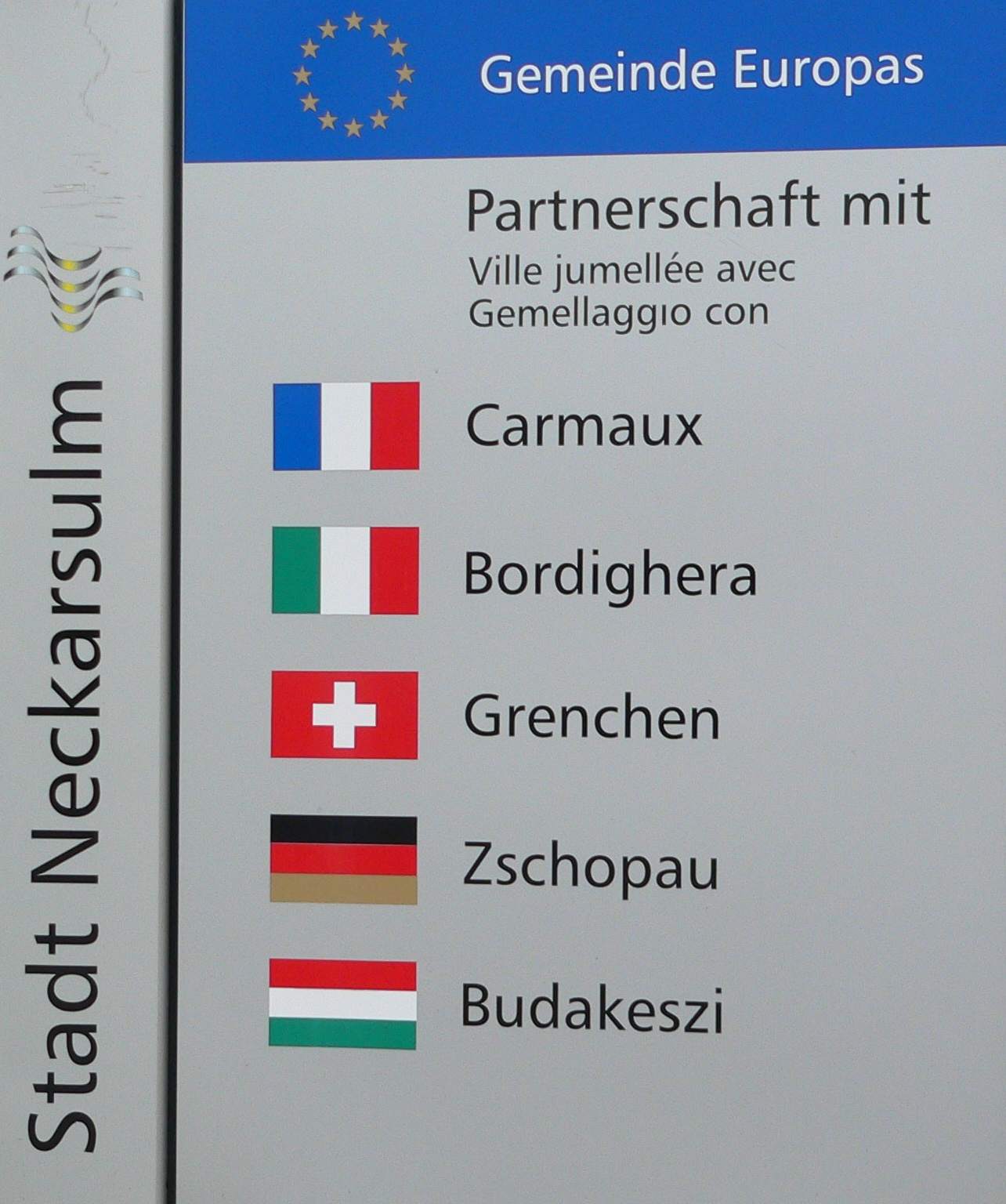
Segnale che denota le città gemellate con Neckarsulm

- Bordighera, dal 1963[3]
- Carmaux
- Grenchen
- Zschopau
- Budakeszi

## Galleria d'immagini

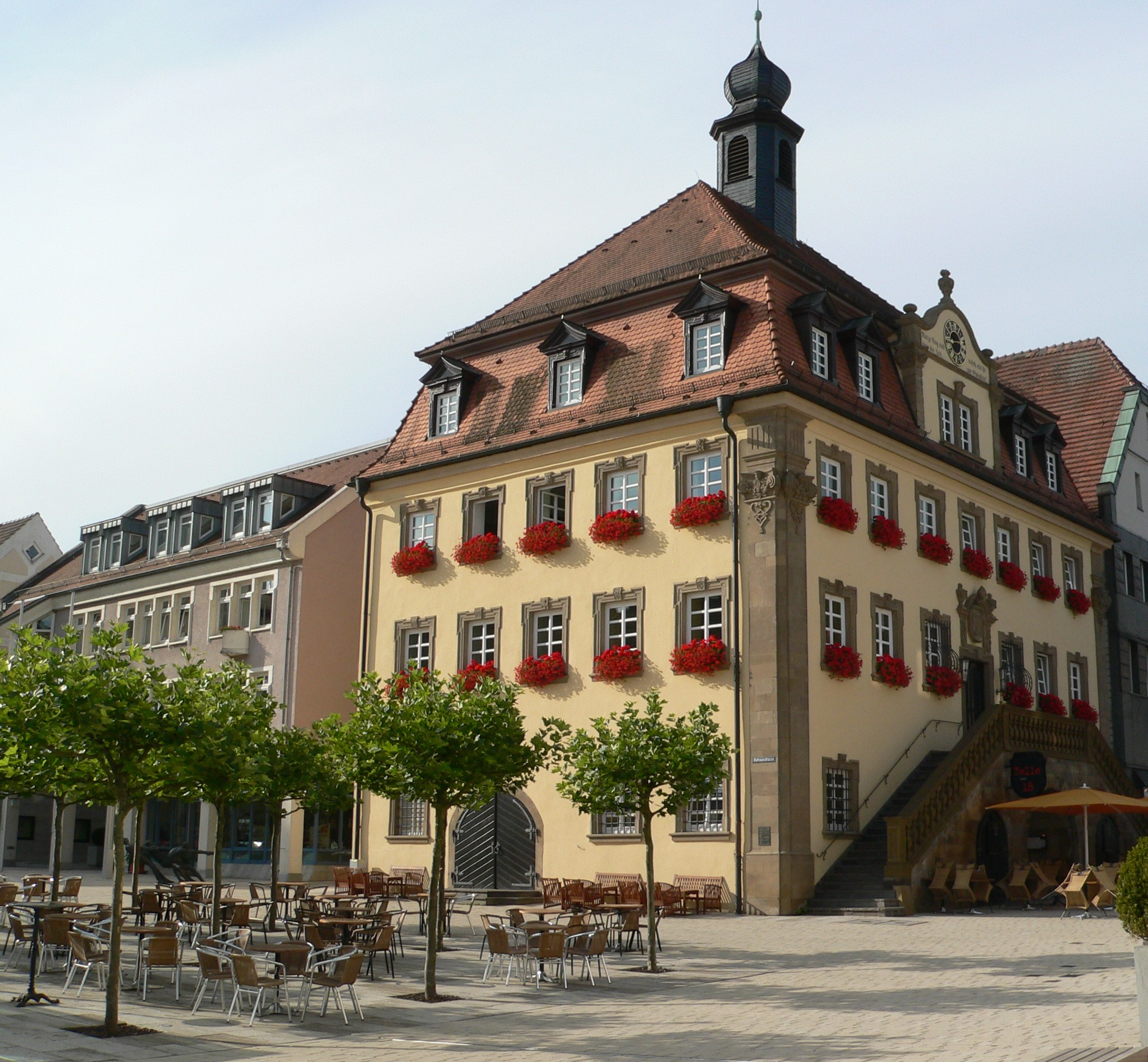
Municipio di Neckarsulm
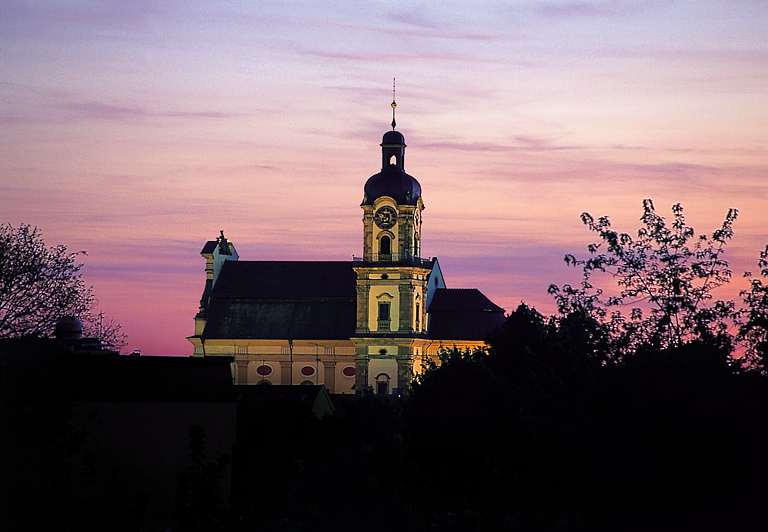
Chiesa di San Dionigi
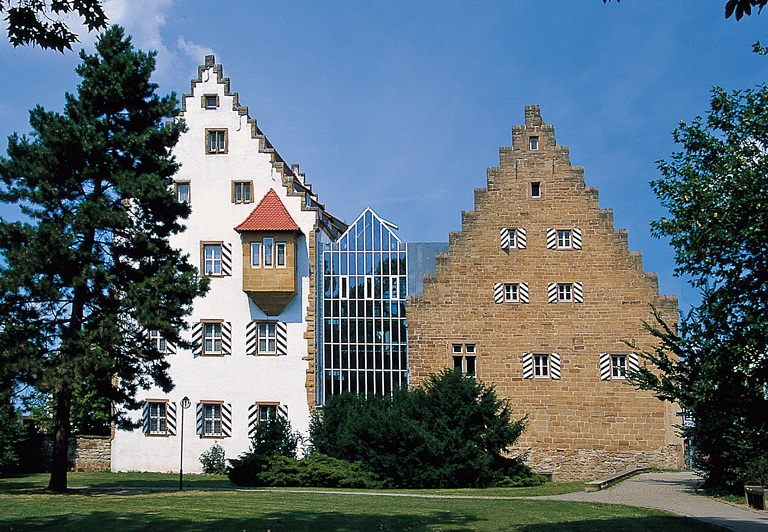
Castello dell'Ordine Teutonico con il museo della bicicletta
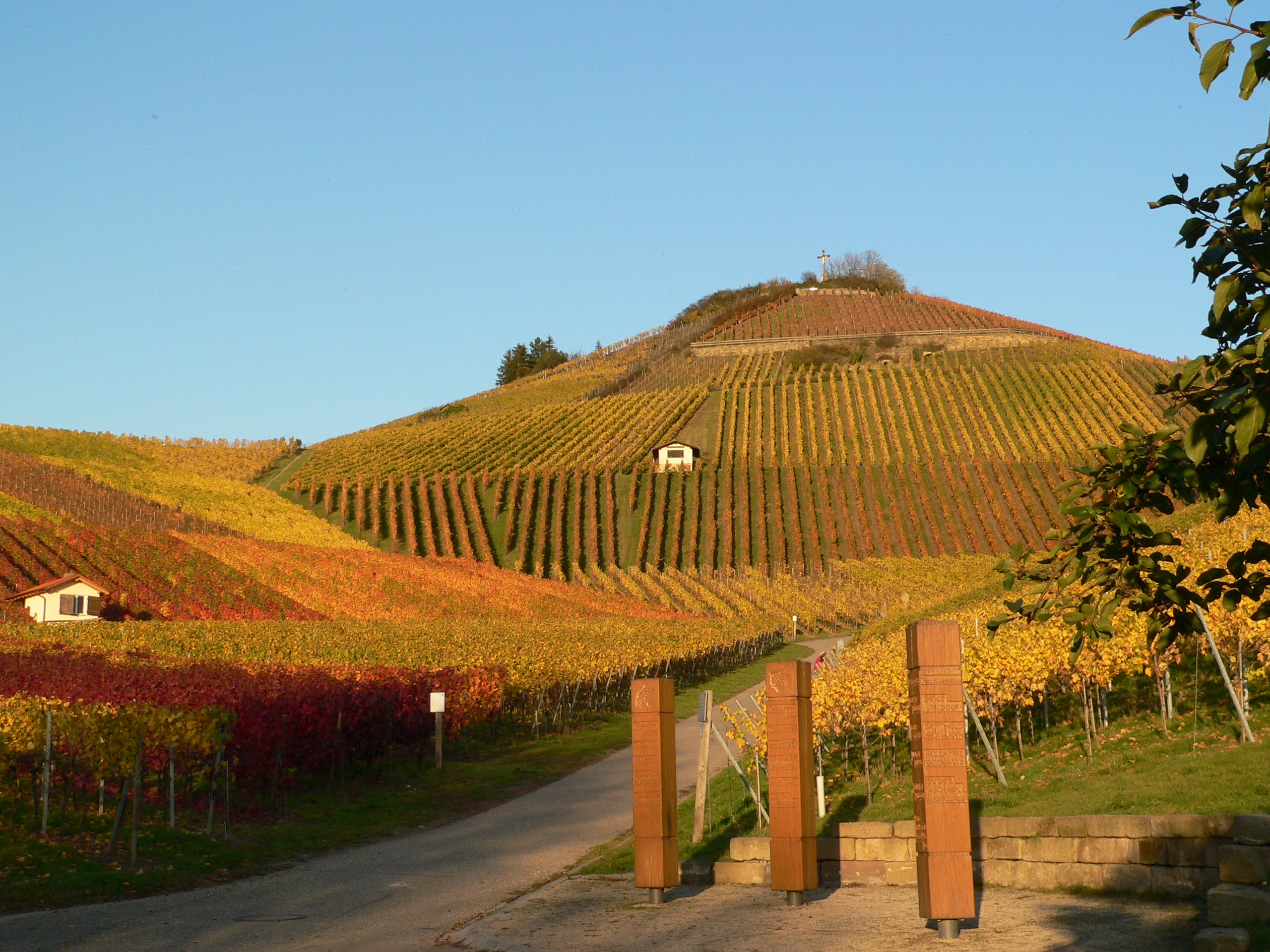
Vigne sul monte Scheuerberg